# Filozofia przedsokratejska
Filozofia przedsokratejska – okres w filozofii starożytnej przed wystąpieniem Sokratesa, obejmujący filozofów przyrody i często ujmowanych w osobną kategorię sofistów.
Przedsokratyków łączą zainteresowania filozofią przyrody. Podstawowymi problemami były problem podstawowej struktury czy zasady rzeczywistości oraz problem ruchu i zmiany.
Odrzucali jednocześnie religijne czy mistyczne wyjaśnienia zjawisk fizycznych. Okres ten nazywany jest okresem przedsokratejskim, gdyż za sprawą Sokratesa filozofia odeszła od problematyki przyrodniczej, zajmując się etyką i antropologią. Problematyka ta była rozpatrywana również wcześniej, głównie przez sofistów, jednak to Sokrates uczynił ją podstawowym zagadnieniem filozofii. Niektórzy przedsokratycy zajmowali się również myślą religijną.

## Źródła
Poglądy filozofów przedsokratejskich są trudne do odtworzenia, ponieważ nie mamy kompletnej wersji żadnego ważniejszego tekstu. Część z nich (np. Tales) nie spisywała swoich idei. Wszystko, czym dysponujemy, to fragmenty ich dzieł późniejszych filozofów i historyków oraz drobne fragmenty tekstów oryginalnych. Często ich poglądy znamy z omówienia ich krytyków (np. z Metafizyki Arystotelesa). Stąd część badaczy uważa, że przekaz ten może być znacznie zniekształcony.
Ogromne znaczenie dla badań nad filozofią przedsokratejską miało opublikowanie w 1903 pracy Die Fragmente der Vorsokratiker pod redakcją Hermanna Dielsa (w kolejnych, uzupełnionych wydaniach współredaktorem był Walther Kranz). Dzieło to, zbierające zachowane fragmenty myśli przedsokratejskiej, pozostaje do dzisiaj podstawowym źródłem.

## Nurty filozofii przedsokratejskiej

### Jońska filozofia przyrody
Za pierwszych filozofów uznaje się działających w VI w. p.n.e. w Milecie Talesa, Anaksymandra i Anaksymenesa (tzw. szkoła milezyjska). Postawili oni pytanie o pratworzywo – arché, z którego został zbudowany świat (physis). Każdy z tych filozofów w czym innym upatrywał tę podstawową zasadę: Tales w wodzie, Anaksymander w bezkresie (apeiron), natomiast Anaksymenes w powietrzu. Nauczający w jońskim Efezie Heraklit za arché uznawał z kolei ogień, wskazując przy tym, że jest on źródłem ciągłych przemian, którym ulega świat.

### Pluraliści
Pierwsi filozofowie szukali jednej podstawowej zasady, rządzącej rzeczywistością. Tzw. pluraliści starali się pogodzić ich konkurencyjne stanowiska, wskazując, że tych podstawowych zasad może istnieć więcej.
Ksenofanes uważał za arché zarówno ziemię jak i wodę, które są naprzemiennymi zasadami rzeczywistości. Przemiany ziemi i wody odpowiedzialne były jego zdaniem za zmianę ukształtowania terenu, a śladami tego są skamieniałe szczątki morskich organizmów.
Szczególnie wpływowa była pluralistyczna myśl Empedoklesa, twórcy koncepcji czterech elementów (żywiołów): wody, ognia, powietrza i ziemi, łącząca koncepcje Talesa, Anaksymenesa, Heraklita i Ksenofanesa. Elementy są „pierwotne i jakościowo niezmienne”. Mogą się ze sobą łączyć w sposób mechaniczny, tworząc wielość i różnorodność rzeczy we wszechświecie.

### Pitagoreizm
W VI w. p.n.e. na Sycylii działał Pitagoras, który skupił wokół siebie grono uczniów obojga płci. Również pitagorejczycy uważali, szukanie arche za główne zadanie filozofii. Pitagoras wskazywał, że tą zasadą jest liczba, co stało się podstawą nowożytnego poglądu o matematycznej strukturze rzeczywistości przyrodniczej.

### Eleaci
Przedmiot rozważań filozofii presokratycznej stanowiła problematyka bytu, który zdawał się być harmonijny i stały w opozycji do zmiennych i chaotycznych zjawisk przyrody. Taki obraz świata rozwinął eleata Parmenides doktryną jedności bytu: "Byt jest, a niebytu nie ma". Byt uzyskał takie atrybuty jak: wieczność, ciągłość, nieruchomość, niepodzielność i niezmienność. Negował możliwość ruchu i wielości. Doświadczenie zmysłowe oszukuje nas pokazując przejawy zmienności, ale do prawdy o bycie można dojść wyłącznie na podstawie dociekań rozumowych. Filozofowie szkoły elejskiej prześcigali się w wynajdowaniu sprzeczności w rozumowaniu opartym na założeniu, że ruch w świecie jest możliwy (najbardziej znanymi argumentami były paradoksy Zenona z Elei). Myśl eleacką usystematyzował uczeń Parmenidesa Melissos z Samos.

### Atomiści
Atomiści (Leukippos, Demokryt) głosili materialny charakter rzeczywistości, składającej się z małych i niepodzielnych elementów nazwanych przez nich atomami, umieszczonymi w próżni. Atomy miały różne właściwości, zależne od kształtu, położenia, prędkości i porządku.

### Eklektyczni filozofowie przyrody
Eklektycy starali się łączyć wątki z różnych szkół filozoficznych, często w powierzchowny i niespójny sposób. Stąd ich znaczenie jest znacznie mniejsze i są oni świadectwem upadku filozofii przyrody. Najwybitniejszymi z nich byli Archelaos z Aten i Diogenes z Apollonii.

### Sofiści
Działający w V i IV w. p.n.e. sofiści byli wędrownymi nauczycielami przygotowującymi uczniów do życia publicznego poprzez nauczanie retoryki, polityki, filozofii oraz etyki. Cechowała ich duża różnorodność poglądów. Skupienie się na problematyce antropologicznej i społecznej było znakiem zmieniającego się oblicza filozofii i zapowiedzą filozofii Sokratesa.
Do najsłynniejszych sofistów zalicza się:
- Protagoras z Abdery (481–411 p.n.e.) – reprezentujący relatywizmu poznawczego (Człowiek jest miarą wszechrzeczy);
- Gorgiasz z Leontinoi (ok. 483–375 p.n.e.) – teoretyk wymowy, prekursor teorii sztuki, reprezentował etykę sytuacyjną;
- Prodikos z Keos (ur. ok. 465–460 p.n.e.)
- Hippiasz z Elidy (V–IV w. p.n.e.) – wprowadził rozróżnienie physis (natury) i nomos (prawa), zapoczątkowując tradycję prawa naturalnego.